# سيلفانو كامبيجي
سيلفانو كامبيجي (بالإيطالية: Silvano Campeggi)‏‏ (23 يناير 1923 - 29 أغسطس 2018.) هو فنان إيطالي صممَ وأنتجَ العديد من الملصقات الفنية لأفلام هوليوود الكلاسيكية، حيثُ يعتبر من أهم الفنانين ومصممي المُلصقات في تاريخ السينما الأمريكية.